# HK Waasmunster
Ne pas confondre avec le DHC Waasmunster le club féminin de la ville de Waasmunster.
Pour les articles homonymes, voir HKW.
Maillots
Le Handbal Klub Waasmunster, abrégé en HK Waasmunster, anciennement HKW Waasmunster, est un club de handball situé à Waesmunster. 
Porteur du matricule 357, le club est un ancien pensionnaire de la Division 1 où il évolua 9 saisons. Affilié à la VHV, le club joue en Division 2.

## Histoire

### Création
Le Handball Klub Waasmunster est fondé en 1981 et reçoit donc le matricule 357.

### Les Hommes

Ancien logo.

Le Handbal Klub Waasland Waasmunster est un club habitué au division national, il compte à ce jour cinq titres de champion de Belgique D2, ce qui fait de lui l'un des clubs belge les plus respectées.
Il joua la première fois en D1 Belge lors de la saison 1990-1991, mais ni resta qu'une saison. Puis, il finit par y revenir lors de la saison 1994-1995 et parvient à se maintenir une saison et finit par redescendre mais y remonte aussitôt et parvient encore une fois à se maintenir une autre saison mais il redescend la saison suivante.
Le HKW Waasmunster, a si on veut deux facettes, une de leader en deuxième division nationale et une de perdant en première division national.
Ce qui surprend, c'est surtout que le club parvient à revenir en première division national après avoir été relégué un, deux, voire trois ans auparavant en deuxième division national alors que le handball est un sport amateur en Belgique.
Cela s'explique par l'importante formation des jeunes du clubs, en effet le club flandrien compte au moins une équipe pour chaque classe, de plus une collaboration avec le HKW Lokeren avait été mis en place en 2008, on peut également citez que le club compte ? titres de la VHV et ? de l'URBH[Combien ?]. C'est cela qui explique donc la force du HKW Waasmunster, de telles équipes existent en Wallonie, comme le HC Visé BM ou le VOO RHC Grâce-Hollogne/Ans par exemple.

### Jeunesse
Les premières équipes jeunes, apparaissent très tôt à Waasmunster, en 1983, et sont très vite titrées puisqu'en 1984, les pré-minimes sont champions de Belgique. Mais en Flandre-Orientale, il n'y a pas que les pré-minimes qui ont la cote, les cadets se débrouillent pas mal eux aussi, en remportant leur titre de champion de Flandre-Orientale en 1987 et puis c'est toutes les sections jeunes qui vont s'y mettre, en remportant de nombreuses fois leur championnat, puis la VHV et surtout l'URBH au total 23 titres de champion :
| Saisons'  | Poussins      | Pré minimes   | Minimes       | Cadets        | Juniors       |
| --------- | ------------- | ------------- | ------------- | ------------- | ------------- |
| 1984-1985 |               | URBH          |               |               |               |
| 1985-1986 |               |               |               |               |               |
| 1986-1987 | Champion URBH |               |               |               |               |
| 1987-1988 |               | Champion URBH | Champion URBH |               | Champion URBH |
| 1988-1989 |               |               | Champion VHV  |               | Champion VHV  |
| 1989-1990 |               |               |               | Champion URBH | Champion URBH |
| 1990-1991 |               |               |               | Champion VHV  | Champion URBH |
| 1991-1992 |               |               |               | Champion URBH | Champion URBH |
| 1992-1993 |               |               |               |               | Champion URBH |
| 1993-1994 |               |               |               |               |               |
| 1994-1995 |               |               |               |               |               |
| 1995-1996 |               |               |               |               |               |
| 1996-1997 |               |               |               |               |               |
| 1997-1998 |               |               |               |               |               |
| 1998-1999 |               |               |               |               |               |
| 1999-2000 |               |               |               |               |               |
| 2000-2001 |               | Champion URBH |               |               |               |
| 2001-2002 | Champion VHV  |               |               |               |               |
| 2002-2003 |               |               |               |               |               |
| 2003-2004 |               | Champion URBH |               |               |               |
| 2004-2005 |               |               |               |               | Champion VHV  |
| 2005-2006 |               |               |               |               |               |
| 2006-2007 |               |               |               |               |               |
| 2007-2008 |               |               |               |               |               |
| 2008-2009 |               |               |               |               |               |
| 2009-2010 |               |               |               |               |               |
| 2010-2011 |               |               | Champion URBH |               |               |
| 2011-2012 |               |               |               |               |               |
| 2012-2013 |               |               |               |               |               |
| Total     | 2             | 4             | 5             | 5             | 7             |

## Palmarès
Le tableau suivant récapitule les performances du Handbal Klub Waasmunster dans les diverses compétitions belges :
| Compétitions nationales |
| - Division 1 - Sixième: 2009-2010 (depuis 2006/2007) - Division 2 (5) - Premier : 1989-1990, 1993-1994, 1996-1997, 1999-2000, 2008-2009 - Promotion Flandre-Orientale (1) - Premier : 1986-1987 |

## Collaboration
Depuis 2008, une collaboration a été mis en place avec le HKW Lokeren, le but est de promouvoir le handball pour les jeunes dans la région du Waasland qui est situé en Province de Flandre-Orientale, c'est donc, en 2008, que le HBC Lokeren fusionne avec le HK Waasmunster. à l’occasion de cette collaboration les deux clubs changent leur acronyme pour HKW (Handbal Klub Waasmland).